# Wasserspitz
Die Wasserspitz ist ein Berggipfel auf der Grenze zwischen den Gemeindegebieten von Schliersee und Rottach-Egern.
Zusammen mit Rainerkopf, Rinnerspitz und Bodenschneid bildet er einen Grat, der die Wasserscheide zwischen Schliersee und Tegernsee darstellt.
Der Zustieg zu dem latschenbewachsenen Gipfel erfolgt am einfachsten über einen einfachen Steig von der Raineralm aus.

## Galerie

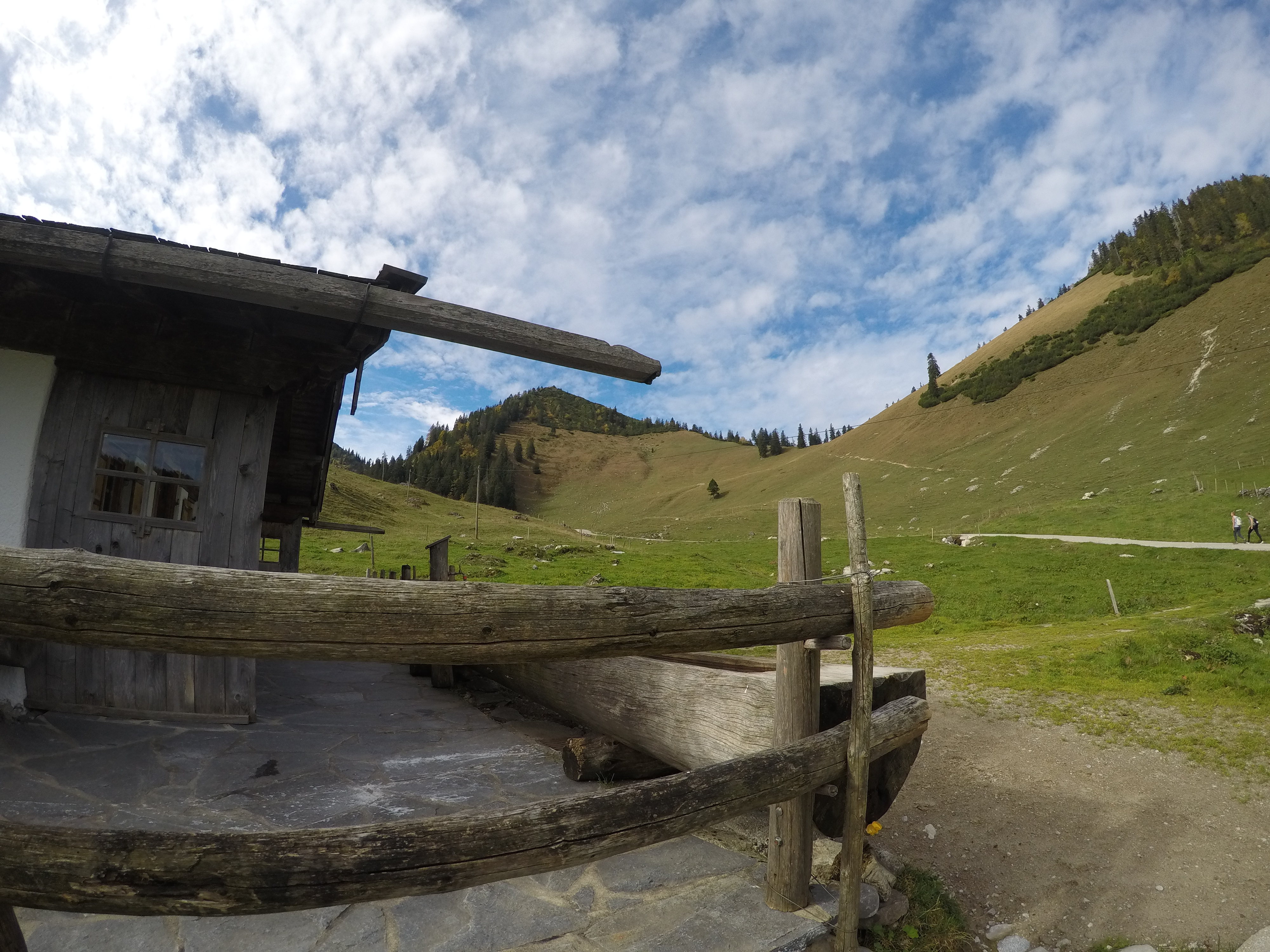
Wasserspitz von der Raineralm aus, rechts der Rainerkopf